# Malibu (canção de Kim Petras)
"Malibu" é uma canção da cantora e compositora alemã Kim Petras. Foi lançada em 7 de maio de 2020 através da BunHead.

## Fundo
Em 1º de maio de 2020, Petras anunciou que a música seria lançada em 7 de maio de 2020. Petras descreveu a música como um "retorno à cor, ao sentimento de estar apaixonado e ao pop escapismo que eu mais amo". Petras também revelou que ela "chorou todas as suas lágrimas [no último single, 'Reminds Me' e no álbum Clarity e seguiu em frente, então isso é um reflexo de como [ela] está se sentindo".

## Composição
Petras descreveu a faixa como uma "música pop estimulante" que exibe uma "mistura vigorosa de sons de baixo de sintetizador e guitarra de funk tropical que faz jus ao seu homônimo".

## Recepção crítica
Desiree Guerrero da Out escreveu que a faixa "pode ser a música do verão", descrevendo a música como "brilhante, açucarada, de verão", que está "nos dando todo o escapismo pop de fantasia que precisamos agora".

## Videoclipe
Petras lançou o videoclipe da música em 11 de maio de 2020 e foi filmado em isolamento durante a pandemia de COVID-19. O vídeo contém participações especiais de Paris Hilton, Demi Lovato, Madelaine Petsch, Pabllo Vittar, Fontana, Jessie J, Charli XCX, Aly & AJ, Scott Hoying, Loren Gray, Amanda Lepore, Slayyyter, Dorian Electra, Bowen Yang, Todrick Hall, Aquaria, Jonathan Van Ness, Nikita Dragun e Teddy Quinlivan.